# Ferdinand zu Hardegg
Ferdinand zu Hardegg (1549 – Vienna, 16 giugno 1595) è stato un militare e nobile austriaco.

## Biografia
Figlio del conte Julius zu Hardegg, Ferdinand entrò ancora giovanissimo al servizio dell'esercito imperiale, raggiungendo il grado di colonnello e combattendo a Szathmar; in seguito divenne consigliere di guerra della corte imperiale nel 1592 e comandante della fortezza di Raab in Ungheria. Quest'ultimo avamposto, di fondamentale importanza per la sicurezza della città di Vienna, rappresentava una fortezza inespugnabile nonché ultimo baluardo di difesa in Ungheria prima dell'ingresso in Austria.
La città ed il suo castello vennero assediati nel 1594 dai turchi ottomani durante la Lunga Guerra e, dopo soli cinque giorni di assedio, Hardegg decise di consegnare la fortezza nelle mani del nemico in cambio della resa e della possibilità di ritirarsi senza subire ulteriori danni. Tornato a Vienna con la notizia della disfatta, Hardegg venne accusato invece di tradimento e venne processato a Vienna il 16 giugno 1595, condannato a morte per decapitazione ed al taglio della mano destra assieme al suo vicecomandante, il generale Nikolaus Perlin. I suoi possedimenti ed i suoi titoli vennero confiscati dal governo imperiale.
Aveva sposato la contessa Anna Susanna von Thurn dalla quale ebbe sei figlie. Dopo la morte del marito, la vedova si sposò altre due volte, dapprima col barone Heinrich Georg von Tschernembl e poi col barone Georg Friedrich d'Escherny.